# Nickelodeon Kids’ Choice Awards 1991
4. gala Nickelodeon Kids’ Choice Awards odbyła się 22 kwietnia 1991 roku. Prowadzącym galę był Corin Nemec.

## Prowadzący
Corin Nemec

## Zwycięzcy

### Najlepszy serial
- Simpsonowie

### Najlepszy aktor
- Will Smith

### Najlepsza aktorka
- Keshia Knight Pulliam

### Najlepszy aktor filmowy
- Arnold Schwarzenegger

### Najlepsza aktorka filmowa
- Julia Roberts

### Najlepszy film
- Kevin sam w domu

### Najlepszy sportowiec
- Michael Jordan

### Najlepsza kreskówka
- Przygody Animków